# بروس ثورنتون
بروس ثورنتون (بالإنجليزية: Bruce Thornton)‏ (و. 1953 – م) هو مؤرخ أمريكي مختص بالكلاسيكية، وأستاذ جامعي بجامعة ولاية كاليفورنيا في فريسنو وزميل باحث في مؤسسة هوفر التابعة لجامعة ستانفورد. ولد في مقاطعة فريسنو بولاية كاليفورنيا.

## سيرة
حصل ثورنتون على بكالوريس في الآداب ضمن اختصاص اللغة اللاتينية من جامعة كاليفورنيا بلوس أنجلوس عام 1975، وحصل على درجة دكتوراه في الأدب المقارن عام 1983. وقد درس أداب اللغات اللاتينية واليونانية والإنجليزية في بحث الدكتوراه خاصته. أصبح ثورنتون زميل باحث في مؤسسة هوفر التابعة لجامعة ستانفورد، كما ألقى حاضرَ محاضرات في مؤسسة سميثسونيان بواشنطن العاصمة. وظهر على برنامج (Politically Incorrect) الذي قدمه بيل مار على هيئة الإذاعة الأمريكية، كما كتب على موقع CaliforniaRepublic.org المحافظ سياسياً. يعيش ثورنتون مع زوجته وابنيه الاثنين في مدينة فريسنو الكاليفورنية. 

## السيرة الأكاديمية

### التاريخ
يعتبر ثورنتون آرائه مناقضة للتقليد التاريخي السائد تجاه عصر التنوير. وهو معجب بالمؤرخ البريطاني كريستوفر داوسن. كما يتَّبع 
فكرة المنظر ليو شتراوس القائلة بأن الحضارة الغربية نشأت نتيجة التفاعل ما بين الأيديولوجيات اليونانية الكلاسيكية من عقلانية والفلسفات الروحية اليهودية-المسيحية.

### أوروبا
يعتقد ثورنتون أن تراجع الإيمان بالمثل العليا بين الأفراد على غرار الفخر الوطني وبالمثل الدينية على غرار المسيحية دفع الغربيين من غير الأمريكيين إلى استبدال «الأديان السياسية» من شيوعية وفاشية في حياتهم أو التخلي عن المثل الأخلاقية بصورة كلية. وذلك في رأيه يضعفهم في وجه الضغوط التي تحتمها تهديدات مثل زيادة هجرة المسلمين إلى أوروبا الذين لديهم معدلات ولادة أعلى من الأوروبيين الأصليين. وقد قال: «إذا كانت جميع سلعهم مادية، صحيح، وما هو الخير المادي الذي يستحق الموت لأجله وما هو الخير المادي الذي يستحق القتل من أجله؟».
كان ثورنتون من معارضي إدارة الرئيس الأمريكي السابق باراك أوباما. وقد كتب بتاريخ 10 فبراير عام 2009:
نشر ثورنتون عام 2015 مقالة يرثو فيها ما يراه تعرض الوسط الأكاديمي الأمريكي للاستيلاء من قبل أتباع إدوارد سعيد.

## وصلات خارجية
- «مقابلة مع بروس ثورنتون». My Greek Odyssey. نشرت بتاريخ 20 مارس 2007. (بالإنجليزية)
- مرات الظهور على سي-سبان